# 鄂爾多
鄂爾多，满洲人。清朝政治人物、清朝兵部尚書。

## 生平
曾任總管內務府大臣。康熙二十六年（1687）二月壬戌，接替伊桑阿，擔任清朝兵部尚書，后改戶部尚書。由阿蘭泰接任。